# アイル・ビー・オン・マイ・ウェイ
「アイル・ビー・オン・マイ・ウェイ」（I'll Be on My Way）は、ポール・マッカートニーによって作曲された楽曲である。作曲者のクレジットにはジョン・レノンとの共同名義であるレノン＝マッカートニーが使用されている。マッカートニーがデビュー前に書いた本作は、バディ・ホリーからの影響が見受けられる。1963年にビリー・J・クレイマー&ザ・ダコタスに提供され、4月26日にシングル『ドゥ・ユー・ウォント・トゥ・ノウ・ア・シークレット』のB面曲として発売された。
4月4日にはビートルズがBBCラジオの番組『Side by Side』（6月24日放送）用にレコーディングを行っており、当時の演奏が1994年に発売された『ザ・ビートルズ・ライヴ!! アット・ザ・BBC』に収録された。

## 背景・曲の構成
「アイル・ビー・オン・マイ・ウェイ」は、ポール・マッカートニーが1959年の前半に書いた楽曲で、作曲者のクレジットはレノン＝マッカートニー名義となっている。ジョン・レノンは、1980年の『プレイボーイ』誌のインタビューで、「完全にポールの曲。そういうふうに聞こえないかい？トラ・ラ・ラ・ラ・ラ（笑）田舎道をドライブしている時にポールが余興で作った曲さ」と語っている。マッカートニーは本作の作曲で初めて手にしたフラムス社のアコースティック・ギターを使っていて、『ザ・ビートルズ・アンソロジー』内で「『ミッシェル』や『アイ・ソー・ハー・スタンディング・ゼア』といった、僕が初めて書いた曲はすべてゼニスを使っている。このギターで『トゥエンティ・フライト・ロック』を習得して、クオリーメンに入った」と回想している。作曲当初はメロディのみであったが、ビートルズのライブのレパートリーに加えられてから数年後に肉付けされた。
本作にはバディ・ホリーからの大きな影響が見受けられる。音楽評論家のイアン・マクドナルドは、「少し速めのテンポで演奏すると、バディ・ホリーのシンプルな3コードの進行に対する恩義があらわになる」と述べている。エヴェレットも「デュエットのリフレイン」を引き合いに、これに同意している。ルイソンも本作について「Hollyesque（ホリーエスク）」と呼んでいる。歴史家のケネス・ウォマックもホリーの「もうおしまい」からの影響について言及している。ギターのイントロにおける半音階のフレーズは、ザ・クリケッツのカバー曲「ドント・エヴァー・チェンジ」に由来する。11小節目以降、マッカートニーはレノンよりも3半音高い平行調で歌っているが、これはホリーのボーカルのダブルトラッキングから派生した技法となっている。歌詞の中では「June light」と「moonlight」というかたちで韻を踏んでいる。ルイソンは「As the June light turns to moonlight（六月の光が月の光に変わるとき）」というフレーズを例に挙げ、シンプルで魅力的なメロディなのだが、歌詞には普段の彼らなら絶対に使わないようなフレーズが入っていると述べている。
レノンは本作でマッカートニーとともにリード・ボーカルを務めてハーモニーを加えているが、本作を嫌っていた。ルイソンはレノンの意思表示について歌詞が「この道をぼくは行くのだろう」の一節に来たときで、ジョンは突然顔をゆがめ、「せむし男」のように背中を丸めてマイクのコードを巻きつけるという突飛な行動に出た。ポールは一緒に笑いに乗っかるしかなかったと書いている。

## レコーディング
マッカートニーは、ビリー・J・クレイマー&ザ・ダコタスによるレコーディングに向けて、本作のデモ音源を作成。ザ・ダコタスのギタリストであるマイク・マックスフィールドは、デモ音源が収録されたアセテート盤を所有していて、ビートルズのメンバー全員で演奏していることを主張しているが、この主張は未だに実証されていない。
1963年4月4日、ビートルズはロンドンにあるBBCのパリス・シアターで、ブライアント・マリオットのプロデュースのもとで本作を録音。この時の演奏は、同年6月24日にBBCラジオの番組『Side by Side』で放送された。エヴェレットは、著書の中でジョージ・ハリスンによるギターソロの特徴について、エルヴィス・プレスリーの「ジャスト・ビリーヴ」や「監獄ロック」でのスコッティ・ムーア、ジェリー・リー・ルイスの「リヴィン・ラヴィン・レック」を引き合いに書いている。本作は、レノン＝マッカートニーの作品でビートルズがBBCラジオの番組用にレコーディングを行った後に、スタジオでのレコーディングを行わなかった唯一の楽曲となっている。

## リリース・評価
エヴェレットは、著書の中でビートルズによるレコーディングは、クレイマーのレコードの宣伝が目的であることを示唆している。ビートルズによる「アイル・ビー・オン・マイ・ウェイ」は、1970年代から1980年代にかけて複数の海賊盤で流通し、1994年に発売された『ザ・ビートルズ・ライヴ!! アット・ザ・BBC』に収録された。
マクドナルドは、本作の歌詞と音楽性について「嘲笑的なまでにうぶ」と評している。エヴェレットは、著書の中で本作の「This way will I go（そこへ行くよ）」というフレーズが、「アイル・フォロー・ザ・サン」の歌詞と密接な関係にあると書いている。また、コード進行については「つまらない」と結論づけている。ピーター・ドゲットとパトリック・ハンフリーズは、本作について「（これまで唯一未発表とされていたオリジナル曲であるため）『ライブ・アット・ザ・BBC』の発売に対する批判の対象とされていたことを不当に思う」とし、「誰もこの曲を大々的に宣伝しなかったが、当時2人が書いた多くの作品に引けを取らない」と評している。『オールミュージック』にレビューを寄稿したリッチー・アンターバーガーは、「初期のビートルズの楽曲としては弱いが、シングルのB面曲にはふさわしかったであろうかなり典型的な1963年初頭のレノン＝マッカートニーの作品」とし、「『アスク・ミー・ホワイ』や『サンキュー・ガール』よりも優れたB面曲となっていたことだろう」と評している。

## クレジット
※出典
- ジョン・レノン - リード・ボーカル、アコースティック・ギター
- ポール・マッカートニー - ハーモニー・ボーカル、ベース
- ジョージ・ハリスン - リードギター
- リンゴ・スター - ドラム

## ビリー・J・クレイマー&ザ・ダコタスによる演奏
ビリー・J・クレイマー&ザ・ダコタスは、1963年3月14日と21日に「アイル・ビー・オン・マイ・ウェイ」のレコーディングを行なった。プロデュースはジョージ・マーティンが手がけた。こちらのバージョンは、ビートルズよりも速いテンポで演奏されている。
ビリー・J・クレイマー&ザ・ダコタスによる「アイル・ビー・オン・マイ・ウェイ」は、1963年4月26日にデビュー・シングル『ドゥ・ユー・ウォント・トゥ・ノウ・ア・シークレット』のB面曲として発売された。アメリカでは1964年10月にシングル『フロム・ア・ウィンドウ』のB面曲として再発売された。その後、同年に発売されたEP『The Billy J. Kramer Hits』や、1979年に発売されたコンピレーション・アルバム『ザ・ソング・オブ・レノン&マッカートニー』に収録された。
アンターバーガーは、「きらめく密集したボーカル・ハーモニー」や「イントロにおける独特の上昇進行」が含まれていないことから、「ビートルズのBBCでの演奏より劣っている」と評している。

### シングル収録曲
| 全作詞・作曲: レノン＝マッカートニー。 |                                                                                      |                        |                        |      |
| #                                      | タイトル                                                                             | 作詞                   | 作曲・編曲             | 時間 |
| A.                                     | 「ドゥ・ユー・ウォント・トゥ・ノウ・ア・シークレット」(Do You Want To Know A Secret) | レノン＝マッカートニー | レノン＝マッカートニー | 2:00 |
| B.                                     | 「アイル・ビー・オン・マイ・ウェイ」(I'll Be On My Way)                              | レノン＝マッカートニー | レノン＝マッカートニー | 1:40 |
| 合計時間:                              | 合計時間:                                                                            | 3:40                   |                        |      |

| 全作詞・作曲: レノン＝マッカートニー。 |                                                         |                        |                        |      |
| #                                      | タイトル                                                | 作詞                   | 作曲・編曲             | 時間 |
| A.                                     | 「フロム・ア・ウィンドウ」(From A Window)               | レノン＝マッカートニー | レノン＝マッカートニー | 1:55 |
| B.                                     | 「アイル・ビー・オン・マイ・ウェイ」(I'll Be On My Way) | レノン＝マッカートニー | レノン＝マッカートニー | 1:40 |
| 合計時間:                              | 合計時間:                                               | 3:35                   |                        |      |